# بلورهای یخ

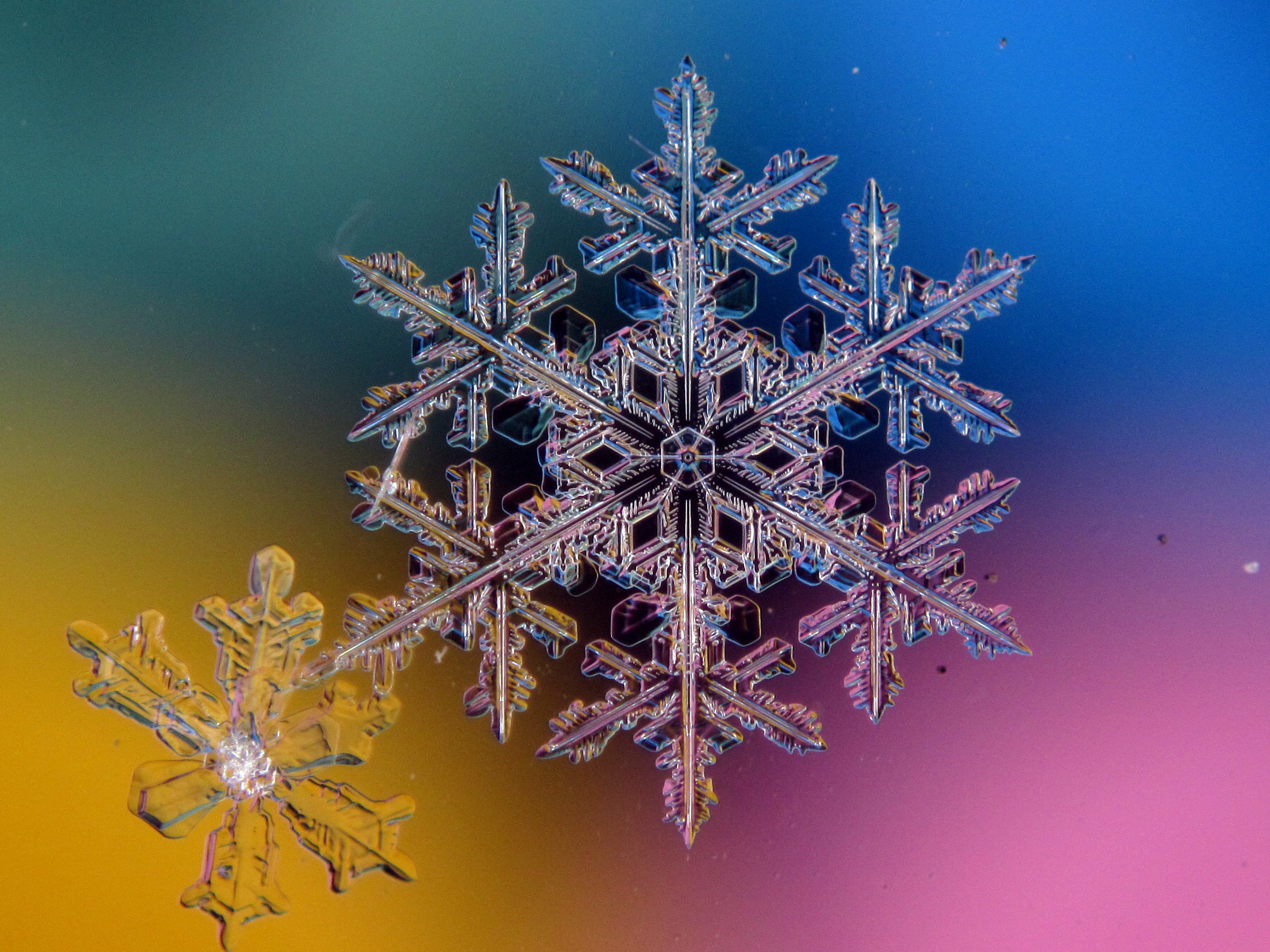
نمای نزدیک از یک بلور یخ در حال شکل‌گیری.

بلورهای یخ (انگلیسی: Ice crystals)، یخ جامد هستند که نظم اتمی را در مقیاس‌های طولی مختلف نشان می‌دهند و شامل ستون‌های شش ضلعی، صفحات شش ضلعی، بلورهای دندریتی و گرد الماس می‌شوند.

## شکل‌گیری

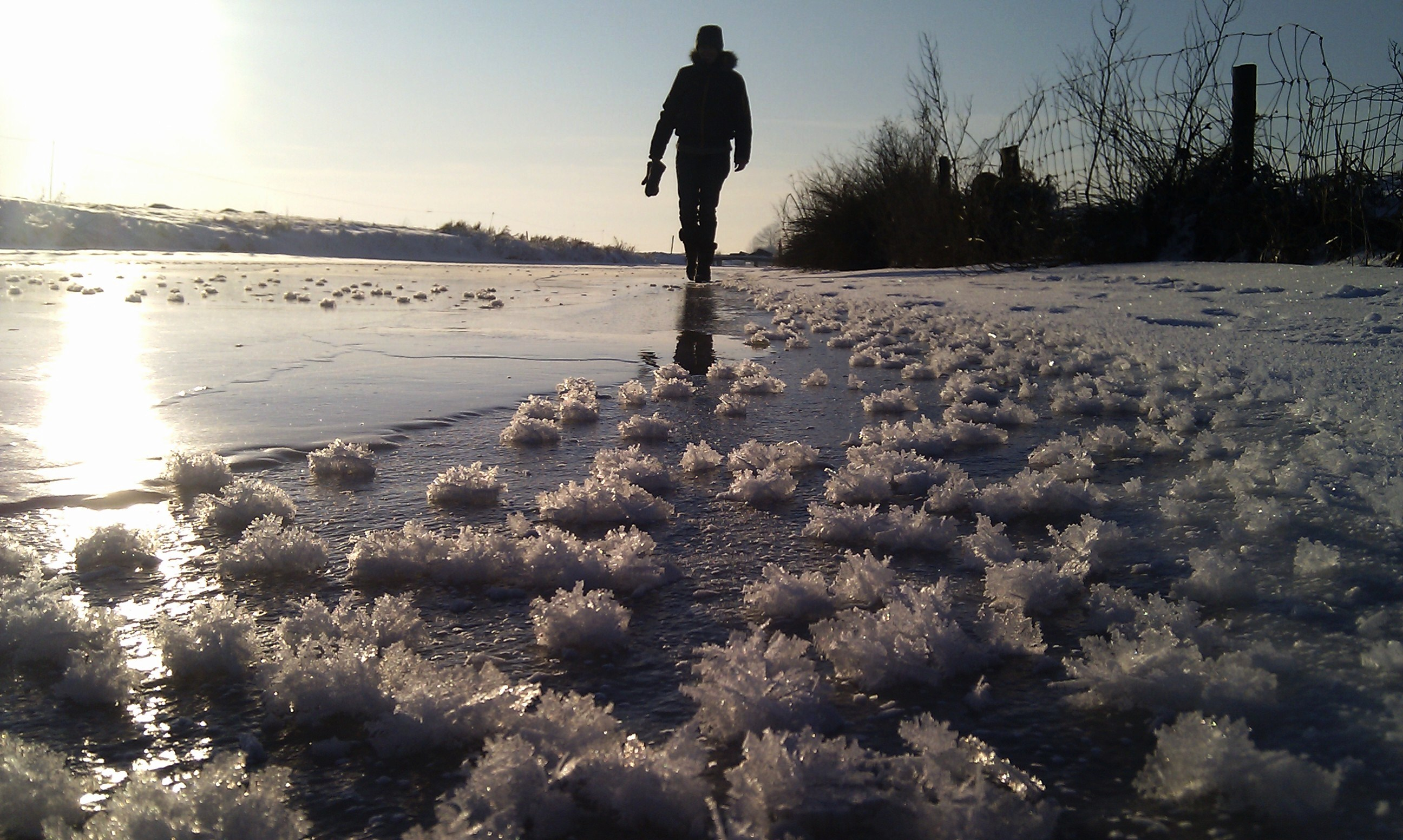
بلورهای یخ روی یک حوض یخ‌زده

اشکال بسیار متقارن ناشی از رشد رسوبی است، یعنی رسوب مستقیم بخار آب بر روی بلور یخ. بسته به دما و رطوبت محیط، بلورهای یخ می‌توانند از منشور شش‌ضلعی اولیه به اشکال متقارن متعددی تبدیل شوند. شکل‌های ممکن برای بلورهای یخ شامل، ستون‌ها، سوزن‌ها، صفحات و دندریت‌ها هستند. اگر بلور به مناطقی با شرایط محیطی متفاوت مهاجرت کند، الگوی رشد ممکن است تغییر کند و بلور نهایی ممکن است الگوهای مخلوطی را نشان دهد.
بلورهای یخ تمایل دارند با محور اصلی خود که در امتداد افقی تراز شده است سقوط کنند و بنابراین در امضاهای رادار آب و هوایی قطبی با مقادیر بازتاب دیفرانسیل افزایش‌یافته (مثبت) قابل مشاهده هستند. برق‌رسانی بلورهای یخ می‌تواند ترازهایی متفاوت از افق ایجاد کند. بلورهای یخ برق‌دار نیز به خوبی توسط رادارهای آب و هوایی قطبی قابل تشخیص هستند.
دما و رطوبت بسیاری از اشکال مختلف بلوری را تعیین می‌کند. بلورهای یخ مسئول نمایش‌های مختلف اپتیک جوی هستند.
ابرهای یخی از بلورهای یخ تشکیل شده‌اند که قابل توجه‌ترین آن‌ها ابرهای پرسا و مه‌یخ هستند. سفید شدن جزئی آسمان آبی شفاف ناشی از بلورهای یخ در ارتفاعات تروپوسفر می‌تواند نشانه نزدیک شدن یک جبهه آب و هوا (و باران) باشد، زیرا هوای مرطوب به سطوح بالا منتقل می‌شود و به بلورهای یخ منجمد می‌شود.[نیازمند منبع]

## هندسه
در دما و فشار محیط، مولکول‌های آب شکل V دارند. دو اتم هیدروژن با زاویه ۱۰۵ درجه به اتم اکسیژن پیوند می‌خورند.
بلورهای یخ معمولی متقارن و دارای الگوی شش‌ضلعی هستند.

## بلورهای مربعی
بلورهای مربعی یخ در دمای اتاق وقتی بین دو لایه گرافن فشرده می‌شوند تشکیل می‌شوند. این ماده فاز بلور جدیدی از یخ است که به ۱۷ مورد دیگر می‌پیوندد.
این تحقیق از کشف قبلی ناشی می‌شود که بخار آب و آب مایع می‌توانند برخلاف مولکول‌های کوچک‌تری مانند هلیوم از ورقه‌های لایه‌بندی شده اکسید گرافن عبور کنند. تصور می‌شود که این اثر توسط نیروی واندروالس هدایت می‌شود که ممکن است بیش از ۱۰۰۰۰ اتمسفر فشار را شامل شود.